# Мостафа, Энас
Энас Мостафа Юсуф Хуршед Ахмед (араб. إيناس مصطفى يوسف‎; род. 1 января 1989, Александрия) — египетская спортсменка (вольная борьба), участница двух Олимпийских игр, многократная чемпионка Африки.

## Карьера
В августе 2016 года на Олимпиаде в Рио-де-Жанейро в схватке на стадии 1/8 финала одолела венесуэлку Марию Акосту, в 1/4 финала поборола бразильянку Жилду Оливейру, в полуфинале уступила россиянке Наталье Воробьёвой, а в борьбе за бронзу проиграла казахстанке Эльмире Сыздыковой, в итоге заняла 5 место. В апреле 2021 года в тунисском Хаммамете на африканском и океанском олимпийский отборочный турнире к Олимпийским играм в Токио завоевала лицензию. В августе 2021 года на Олимпиаде в схватке на стадии 1/8 финала уступила немке Анна Шелль и заняла итоговое 14 место.

## Достижения
- Чемпионат Африки по борьбе 2009 — ;
- Чемпионат Африки по борьбе 2010 — ;
- Средиземноморский чемпионат по борьбе 2010 — ;
- Чемпионат Африки по борьбе 2011 — ;
- Чемпионат Африки по борьбе 2012 — ;
- Чемпионат Африки по борьбе 2013 — ;
- Чемпионат Африки по борьбе 2014 — ;
- Чемпионат мира по борьбе среди военнослужащих 2014 — ;
- Чемпионат Африки по борьбе 2015 — ;
- Олимпийские игры 2016 — 5;
- Олимпийские игры 2020 — 14;